# Autoroute A6 (Chypre)
Pour les articles homonymes, voir A6 et Autoroute A6.
L'autoroute A6 (grec moderne : αυτοκινητόδρομος Α6/Aftokinitodromos A6 ; turc : otoyol A6) est une autoroute chypriote reliant Limassol à Paphos.

## Tracé
- Échangeur entre A6 et A1 : Nicosie
- : Limassol Ouest
- : Káto Polemídia
- : Ýpsonas
- : Kolóssi
- : Erími
- : Kantou
- : Episkopí
- : Sotira
- : Ylates
- : Avdímou
- : Pissoúri
- : Petra
- : Koúklia
- : Tími
- : Agía Varvára
- : Koniá